# Reagente de Lucas

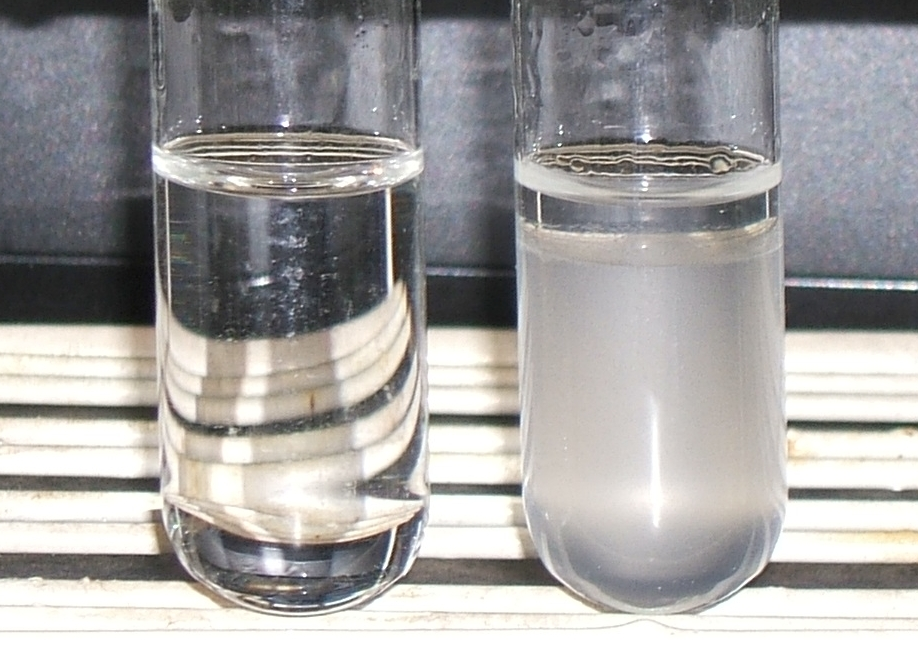
Teste de Lucas: negativo (à esquerda) com etanol e positivo (à direita) com álcool terc-butílico

O reagente de Lucas é uma solução de cloreto de zinco anidro e ácido clorídrico concentrado. Essa solução é usada para classificar álcoois de baixa massa molecular. A reação é uma substituição de um grupo hidroxila por um cloreto. Um teste positivo é indicado pela mudança da solução límpida e incolor para uma turva, sinalizando a formação de um composto organoclorado. Os melhores resultados para esse teste são observados em álcoois terciários, pois eles formam os respectivos haletos de alquila mais rapidamente devido à maior estabilidade do intermediário carbocátion terciário. O teste foi relatado em 1930 e se tornou um método padrão em química orgânica qualitativa. Ele tem-se tornado um tanto obsoleto com a disponibilidade de vários métodos espectroscópicos e cromatográficos de análise. Foi nomeado em homenagem a Howard Lucas (1885–1963).

## Teste de Lucas
O teste de Lucas em álcoois é usado para diferenciar álcoois primários, secundários e terciários. É baseado na diferença de reatividade das três classes de álcoois com haletos hidrogênio por meio de uma reação SN1:
ROH + HCl → RCl + H2O
As diferentes reatividades refletem a diferente estabilidade dos carbocátions formados a partir de cada reagente. Os carbocátions terciários são muito mais estáveis que os secundários, e os primários são os menos estáveis (sendo os outros estabilizados por hiperconjugação).
Na reação do teste, o álcool é protonado, uma molécula de água é produzida como grupo de abandonador e forma-se um carbocátion; o nucleófilo Cl- (que está presente em excesso) ataca prontamente o carbocátion, originando o cloroalcano. Os álcoois terciários reagem rapidamente com o reagente de Lucas, conforme evidenciado pela turbidez devido à baixa solubilidade do cloreto orgânico na mistura aquosa. Os álcoois secundários reagem em cerca de cinco minutos (dependendo de sua solubilidade), enquanto os primários não reagem de forma apreciável com o reagente de Lucas à temperatura ambiente. Portanto, o tempo decorrido até a turvação é uma medida da reatividade das classes de álcool, sendo usado para diferenciar as três classes:
- álcoois primários - nenhuma reação visível ocorre à temperatura ambiente e forma-se uma camada oleosa apenas no aquecimento; exemplo: pentan-1-ol
- álcoois secundários - a solução forma uma camada oleosa em 3–5 minutos; exemplo: pentan-2-ol
- álcoois terciários - a solução forma uma camada oleosa imediatamente; exemplo: 2-metilbutan-2-ol